# 1100 Arnica
1100 Arnica este un asteroid din centura principală, descoperit pe 22 septembrie 1928, de Karl Reinmuth.